# Jeff Watson
Jeffrey Victor Watson (Sacramento, 5 novembre 1956) è un chitarrista statunitense, tra i membri fondatori dei Night Ranger, in cui per anni ha svolto il ruolo di seconda chitarra insieme a Brad Gillis.
Nel 2007 ha abbandonato la band per dedicarsi a nuove sfide individuali, venendo sostituito in tour da Reb Beach, mentre dal 2009 al 2015 ha fatto parte della band di Dennis DeYoung.
Nel 2016 ha iniziato una collaborazione con la band D-Metal Stars.

## Discografia

### Da solista
- 1992 - Lone Ranger
- 1993 - Around the Sun

### Con i Night Ranger
- 1982 - Dawn Patrol
- 1983 - Midnight Madness
- 1985 - 7 Wishes
- 1987 - Big Life
- 1988 - Man in Motion
- 1997 - Neverland
- 1998 - Seven
- 2008 - Hole in the Sun

### Con i Mother's Army
- 1993 - Mother's Army
- 1997 - Planet Earth
- 1998 - Fire on the Moon

### Con i D-Metal Stars
- 2016 - Metal Disney

### Collaborazioni
- 1987 - Tony MacAlpine - Maximum Security
- 1991 - Steve Morse - Southern Steel
- 1993 - Chris Isaak - San Francisco Days
- 1995 - Chris Isaak - Forever Blue
- 2002 - Steve Wolverton - Guitar Farm
- 2003 - Michael Schenker Group - Arachnophobiac
- 2004 - Eric Martin - Destroy All Monsters

### Tribute album
- 1996 - Spacewalk: A Tribute to Ace Frehley